# Samuel Doe

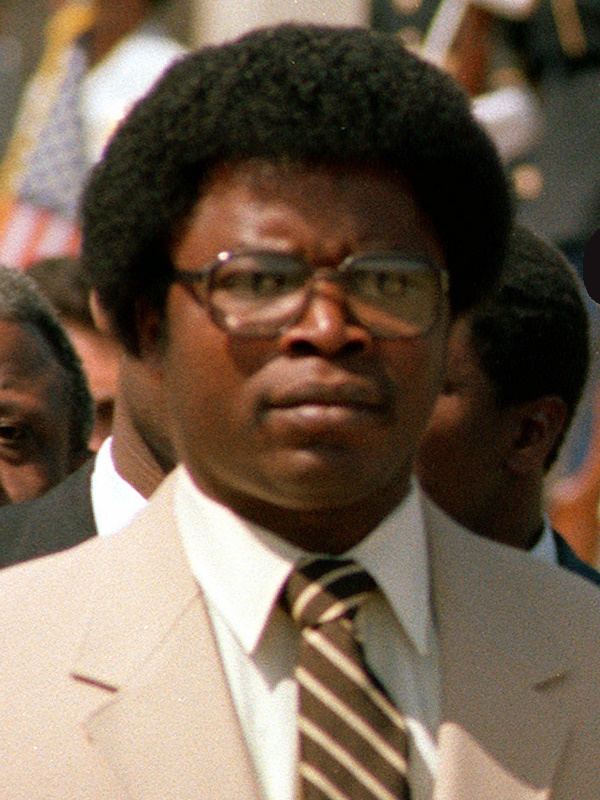
Samuel Doe in 1982

Samuel Kanyon Doe (Tuzon, 6 mei 1951 – Monrovia, 9 september 1990) was een militair leider en president van Liberia tussen 1980 en 1990.
Doe, getrouwd en vader van zes kinderen, werd volgens zijn officiële biografie geboren in de provinciestad Tuzon op 6 mei 1950. Net als zijn vader ging hij op zeventienjarige leeftijd in het leger. Als 28-jarige sergeant in het Liberiaanse leger die nauwelijks kon lezen en schrijven werd Doe in 1980 een van de jongste presidenten ter wereld, nadat hij met een groepje officieren buiten dienst de miljonair-president William Tolbert in diens residentie had doodgeschoten. 
Aanleiding voor de coup vormden de lage lonen en slechte omstandigheden van het zesduizend manschappen tellende Liberiaanse leger. Een van zijn eerste daden als de nieuwe sterke man van het land was verdubbeling van de soldij. Het grootste deel van de Amerikaanse hulp ging in 1981 naar het moderniseren van de kazernes. Doe bracht dertien medewerkers van Tolbert voor de krijgsraad en liet ze, ondanks internationale oproepen tot clementie, executeren ten overstaan van een menigte op een strand. 
Door de staatsgreep ontstond onder grote delen van de bevolking angst voor vergeldingsacties. Duizenden afstammelingen van slaven, de zogenoemde Americo-Liberianen, vluchtten naar de Verenigde Staten met hun spaartegoeden. De democratie beperkte zich tot begin jaren tachtig vrijwel geheel tot de bovenlaag van Amerikaanse immigranten, die het land in 1847 hadden gesticht. Dezen werden door de autochtone bevolking de "westerlingen" genoemd. 
Met Doe, een inheemse Liberiaan, kwam een einde aan meer dan een eeuw van economische en politieke overheersing van de afstammelingen van de Amerikaanse slaven. Hij was de eerste leider uit het oosten van het land die aan de macht kwam. Zijn regime kreeg te kampen met zware economische achteruitgang. De levensomstandigheden verslechterden, het monetaire systeem wankelde en de betrekkingen met de belangrijkste bondgenoot, de Verenigde Staten, raakten ernstig bekoeld.
De Wereldbank schortte het herstelprogramma op en sloot in 1987 zijn kantoor in het West-Afrikaanse land. Doe ontdeed zich gaandeweg van zijn gevechtstenue en stak zich in driedelig kostuum. Hij deed ook afstand van zijn afrokapsel. Hij behield zijn simpele benaderingswijze en hield zijn land eens voor: 

Laat mij U, mijn volk, vertellen, de regering is bijna platzak.

Doe trok de absolute macht naar zich toe, schafte grondwet en instellingen af en liet zich in 1985 tot president "kiezen". Zijn dictatoriale neigingen ontwrichtten de Liberiaanse economie en dwongen veel tegenstanders van zijn bewind als politieke vluchtelingen naar de omringende landen als Ivoorkust en Guinee. 
Liberia beleefde onder Doe's regime de ene couppoging na het andere moordcomplot. In de periode 1985-1990 waren er drie opstanden in de noordoostelijke provincie Nimba, waar Doe in 1985 de haat tussen de diverse stammen had doen oplaaien met het neerslaan van een poging tot staatsgreep door de uit het gebied afkomstige oud-legerstafchef Thomas Quiwonkpa. 
De verziekte verhoudingen tussen de diverse bevolkingsgroepen kwamen in december 1989 weer aan de oppervlakte, toen ongeveer honderd rebellen Nimba binnendrongen vanuit het buurland Ivoorkust en regeringsfunctionarissen vermoordden: leden van de Krahn-stam van Doe en die van de Mandinka's, een stam van handelaars die hem ook steunde. Het leger van Doe reageerde met het platbranden van dorpen en doodde tientallen mensen van wie vermoed werd dat zij sympathiseerden met de rebellen.
In 1990 bezette zijn vroegere medewerker Charles Taylor het noorden van Liberia, waarop de Eerste Liberiaanse Burgeroorlog uitbrak. Doe weigerde in ballingschap te gaan en werd in september 1990 in zijn landhuis in Monrovia vermoord en, volgens berichten van ooggetuigen, gedeeltelijk opgegeten door de rebellen die in de waan verkeerden dat Samuel Kanyon Doe een machtige tovenaar was. Om de "tovenaar" zijn macht te ontnemen sneden zij direct na Doe's gevangenname zijn beide oren af. Video-opnamen hiervan hebben wereldwijd gecirculeerd.